# Psilocybe aztecorum

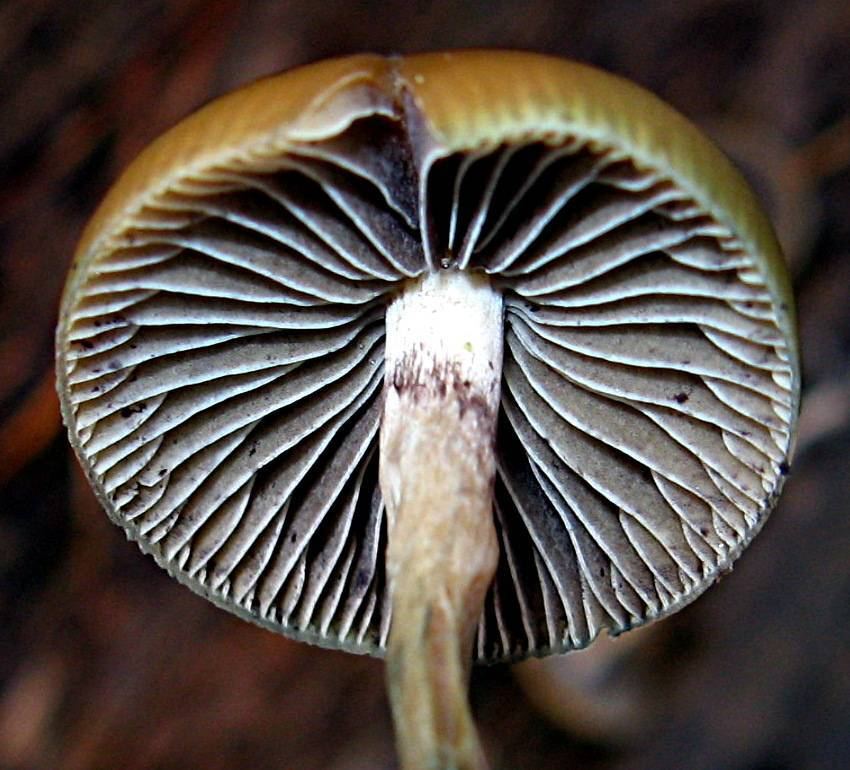
Blaszki

Psilocybe aztecorum R. Heim – gatunek grzybów należący do rodziny Hymenogastraceae. Podobnie jak inne gatunki z rodzaju Psilocybe, jest grzybem halucynogennym.

## Systematyka i nazewnictwo
Pozycja w klasyfikacji według Index Fungorum: Hymenogastraceae, Agaricales, Agaricomycetidae, Agaricomycetes, Agaricomycotina, Basidiomycota, Fungi.

## Morfologia
Barwa kapelusza zmienia się w zależności od stanu nawodnienia, od brązowego do słomkowego lub białawego w czasie suszy. Podstawa trzonu pokryta jest widocznymi białymi ryzomorfami, co jest cechą wyjątkową wśród grzybów z rodzaju łysiczka.

## Występowanie i siedlisko
Opisano występowanie Psilocybe aztecorum tylko w wysokich górach środkowego Meksyku, takich jak Sierra Nevada, Nevado de Toluca, La Malinche w Nowym Meksuku, Puebla i Tlaxcala. Rośnie tutaj na wysokości 2000 – 3300 m n,p,m. Według Guzmán, jest prawdopodobne, że gatunek ten rośnie także w innych obszarach górskich, takich jak of Nuevo Leon, Veracruz, Colima, and Chiapas, mają one bowiem podobne warunki siedliskowe.
Występuje tylko w lasach w których rośnie sosna Pinus hartwegii i jodła Abies religiosa, w towarzystwie roślin zielnych takich, jak: Festuca tolucensis, Muhlenbergia quadridentata i Alchemilla procumbens. Owocniki pojawiają się od sierpnia do listopada. Występują w grupkach po 5–20 sztuk, czasami tworzą wiązki. Rozwijają się na rozkładających się szczątkach roślinnych, głównie na zagrzebanych w ziemi resztkach drewna, gałązka, rzadziej na szyszkach.

## Znaczenie
Psilocybe aztecorum zawiera psychoaktywny związek psylocybinę. Pod względem siły działania psychoaktywnego ocenia się P. aztecorum jako "umiarkowanie do bardzo aktywny".
Grzyb stosowany był podczas rytuałów religijnych przez Indian z ludu Mixteków. Statuetka azteckiego boga Xochipilli, odnaleziona w pobliżu wulkanu Popocatépetl pokryta jest wyobrażeniami świętych i halucynogennych roślin. R. Gordon Wasson zinterpretował niektóre z nich jako stylizowany grzyb Psilocybe aztecorum. Obecnie grzyb ten nadal jest używany przez rdzennych mieszkańców w regionie Popocatépetl, chociaż w coraz mniejszym stopniu i głównie w celach leczniczych przez miejscowych szamanów. Grzyby te spożywa się po trzydniowym okresie głodówki oraz abstynencji od rozmowy i stosunków seksualnych. Szaman, który spożył grzyby udaje się w góry i trwa tam w modlitwie, nie spożywając w tym czasie nic, oprócz miodu. Modli się o umiejętność rozpoznawania chorób i moc uzdrawiania.